# Gustave Foëx
Gustave Foëx est un œnologue né à Marseille en 1844 qui enseigna à l'école d'agriculture de Montpellier (maintenant connue sous le nom Montpellier SupAgro). En 1876, il créa le vignoble de cette école afin de tester la résistance des espèces américaines au phylloxéra.

## Publications
- Le Mildiou ou Peronospora de la vigne. Montpellier, Coulet ; Paris, Delahaye, 1885. (avec Pierre Viala). Exposé présenté aux Réunions viticoles de Montpellier en avril 1884.
- Cours complet de viticulture. Montpellier, Coulet ; Paris, Masson, 1886. Histoire de la viticulture dans le monde, ampélographie très complète, traité de viticulture générale, viticulture comparée, etc.
- Cours complet de viticulture. Troisième édition, revue et considérablement augmentée. Montpellier, Coulet ; Paris, Masson, 1891. Nombreuses corrections et chapitres nouveaux.